# Adamos Adamu
Adamos Adamu, gr. Αδάμος Αδάμου (ur. 30 października 1950 w Limassolu) – cypryjski polityk, onkolog, eurodeputowany VI kadencji, przewodniczący Izby Reprezentantów (2020–2021).

## Życiorys
Studiował medycynę w Atenach, specjalizował się w zakresie patologii i onkologii. Pracował w Nikozji jako zastępca ordynatora oddziału onkologicznego, był doradcą w Cypryjskim Centrum Onkologii. Rozpoczął następnie prowadzenie prywatnego ośrodka leczniczego. Wybierany w skład władz różnych medycznych organizacji i ciał doradczych, reprezentował krajowe stowarzyszenie zwalczania nowotworów w organizacjach międzynarodowych.
W latach 2003–2004 był posłem do Izby Reprezentantów z ramienia Postępowej Partii Ludzi Pracy. W wyborach w 2004 uzyskał mandat posła do Parlamentu Europejskiego. Należał do frakcji Zjednoczonej Lewicy Europejskiej i Nordyckiej Zielonej Lewicy oraz Komisji Ochrony Środowiska Naturalnego, Zdrowia Publicznego i Bezpieczeństwa Żywności. W PE zasiadał do 2009. W 2011 powrócił do cypryjskiego parlamentu, utrzymując mandat również w wyborach w 2016.
W październiku 2020 został nowym przewodniczącym Izby Reprezentantów z poparciem większości ugrupowań. Zastąpił Dimitrisa Silurisa, który ustąpił w atmosferze skandalu. Zakończył urzędowanie z końcem kadencji w 2021, nie ubiegał się wówczas o ponowny wybór na posła.